# Livio Livi
Livio Livi (Roma, 20 gennaio 1891 – Firenze, 2 maggio 1969) è stato uno statistico italiano.

## Biografia
Nacque dal celebre antropologo Ridolfo Livi, autore dell'Antropometria militare.
Statistico e sociologo. Nato a Roma nel 1891, giovanissimo fu professore nella Università di Modena e in seguito ricoprì la stessa carica presso l'università di Trieste dal 1922 al 1926, l'università di Firenze dal 1929 al 1948 e l'università di Roma dal 1926 al 1928 e dal 1948 al 1966.
A Firenze diresse l'Istituto Superiore di Scienze Sociali e Politiche "Cesare Alfieri", fondò il Centro per la Statistica Aziendale (CSA) e fu membro del Consiglio Nazionale di Economia e Lavoro. Insegnò a Roma dal 1926 al 1928, per poi ritornare a Firenze. Nel 1937, mise in piedi il Comitato di Consulenza per gli Studi sulla Popolazione (CCSP), favorendo così incontri e contatti assai benefici per il progresso degli studi in demografia e statistica. Nel 1938 fondò la Società italiana di economia demografia e statistica, di cui fu Presidente fino al 1942.
Richiamato a Roma, dal 1948 fino al 1966 insegnò presso la Facoltà di Economia e Commercio, di cui fu Preside dal 1961 al 1966. Dal 1953 al 1956 fu Presidente dell’Istituto Italiano di Antropologia; dal 1961 socio nazionale dell’Accademia Nazionale dei Lincei. Fu membro del Consiglio Nazionale dell’Economia e del Lavoro, del Consiglio Superiore di Statistica; membro titolare dell’Istituto Internazionale di Statistica. Fra le altre onorificenze gli fu anche attribuita la Medaglia d’oro come benemerito della Scuola. Fondò e fu condirettore della rivista «Economia» e del «Barometro economico».
Demografo e sociologo famoso, fu sostenitore di un moderno indirizzo di sociologia generale positiva, ponendo in risalto l’influenza che le stesse caratteristiche biologiche di specie hanno nel condizionare le formazioni sociali.
Nel 1955 l'Accademia dei Lincei gli assegnò il Premio Feltrinelli per le Scienze Economiche e Sociali.

## Pubblicazioni principali
- Gli ebrei alla luce della statistica. 2 voll. Firenze, 1918-20
- Principi di statistica. Padova, 1928
- I fattori biodemografici dell’ordinamento sociale. Padova, 1940
- Le leggi naturali della popolazione. Padova, 1941
- Storia demografica di Rodi. Firenze, 1944
- La rilevazione della ricchezza e del reddito nazionale. Firenze, 1952
- I limiti biologici del popolamento. Roma, 1953
- La struttura ottima della popolazione. Roma, 1953
- Guida statistica per le analisi di mercato. Milano, 1957
- La vecchia e la nuova sociologia generale positiva. Milano, 1957
- Le previsioni economiche. Torino, 1958
- Corso di statistica economica: la rilevazione della ricchezza e del reddito.... Padova, 1959
- Elementi di statistica. Padova, 1960